# Jean-Claude Clausel de Coussergues
Jean-Claude Clausel de Coussergues (1759-1846) est un homme politique français.

## Biographie
Issu d'une famille de la noblesse française, il naît le 4 décembre 1759. Sous l'Ancien Régime, il est conseiller à la Cour des aides de Montpellier. Durant la Révolution française, en 1792, il émigre dans l'armée de Condé.
Rentré en France, Il est député de l'Aveyron sous le Premier Empire et la Restauration. Il est créé chevalier de l'Empire par lettres patentes de 1810. À partir de 1812, il entre dans l'opposition à Napoléon Ier dont il soutient la déchéance en 1814.
Il est l'un des rédacteurs de la déclaration de Saint-Ouen sous le règne du roi Louis XVIII Elu membre de la Chambre introuvable comme député de l'Aveyron en août 1815 et réélu en octobre 1816, il siégea avec les Ultras.
En 1820, il met en accusation devant la chambre des députés le duc Decazes qu'il croit être lié à l'assassinat de Charles-Ferdinand d'Artois, duc de Berry. Il perd son siège en septembre 1820, après cette mise en accusation, avant d'être réélu en 1821 et 1824.
Il est conseiller à la Cour de cassation au moment de la Révolution de 1830 mais il démissionne pour ne pas prêter allégeance au roi Louis-Philippe Ier.
Il meurt le 7 juillet 1846.

### Amitiés
Il est un ami proche de François-René de Chateaubriand qui le mentionnera dans les Mémoires d'outre-tombe.

## Pour approfondir